# Sabah Air
Penerbangan Sabah Sdn Bhd, действующая как Sabah Air (малайск. Penerbangan Sabah), — чартерная авиакомпания Малайзии со штаб-квартирой в городе Кота-Кинабалу (штат Сабах).
Портом приписки авиакомпании является Международный аэропорт Кота-Кинабалу.

## История
Авиакомпания была основана в 1975 году в форме общества с ограниченной ответственностью, полностью принадлежащего правительству штата Сабах. Совет директоров компании при этом был составлен из представителей государственного сектора управления и частных инвесторов.
В 1975 году авиакомпания получила от Управления гражданской авиации Малайзии сертификат эксплуатанта, позволяющего выполнять чартерные авиаперевозки в пределах страны между любыми её аэропортами, а также предоставлять услуги аэротакси и воздушных экскурсий по краткросрочным соглашениям с заказчиками.

## Флот

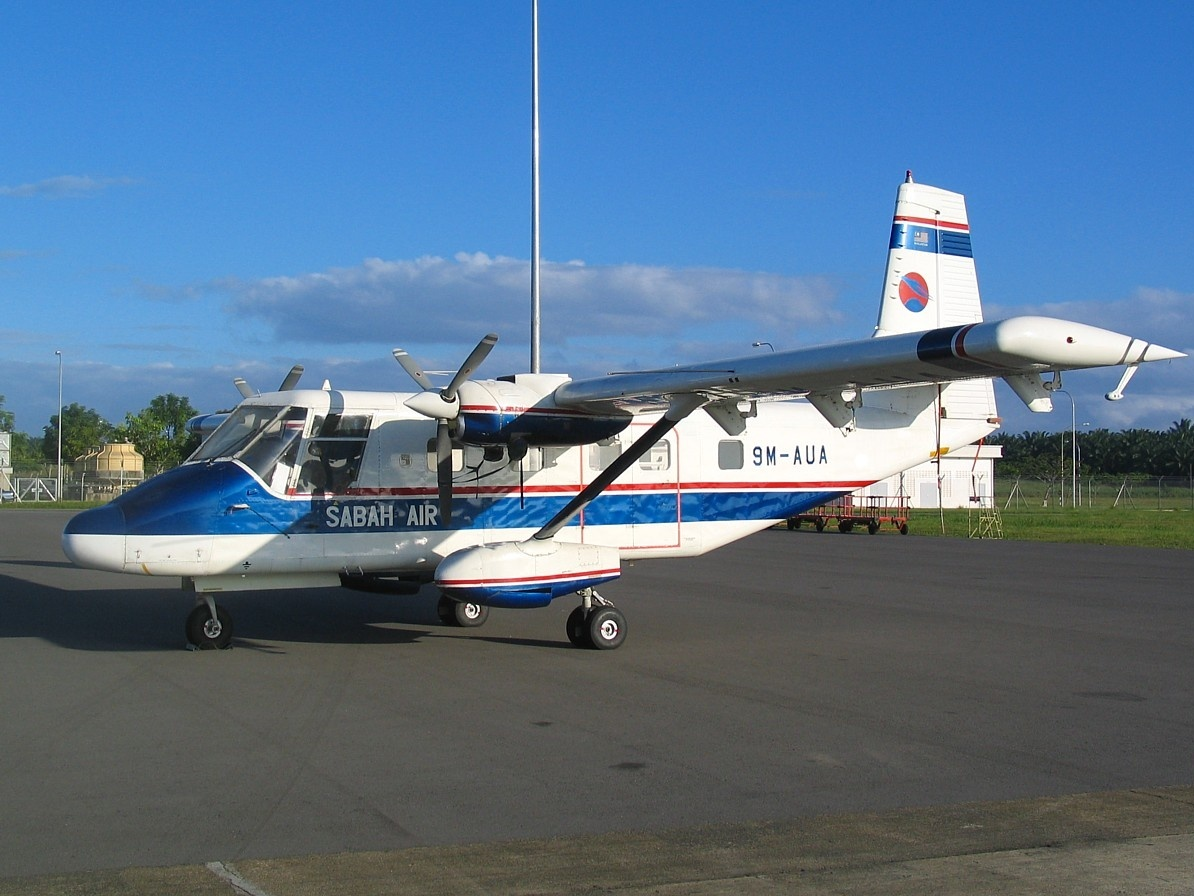
GAF Nomad авиакомпании Sabah Air (9M-AUA) в аэропорту Тавау

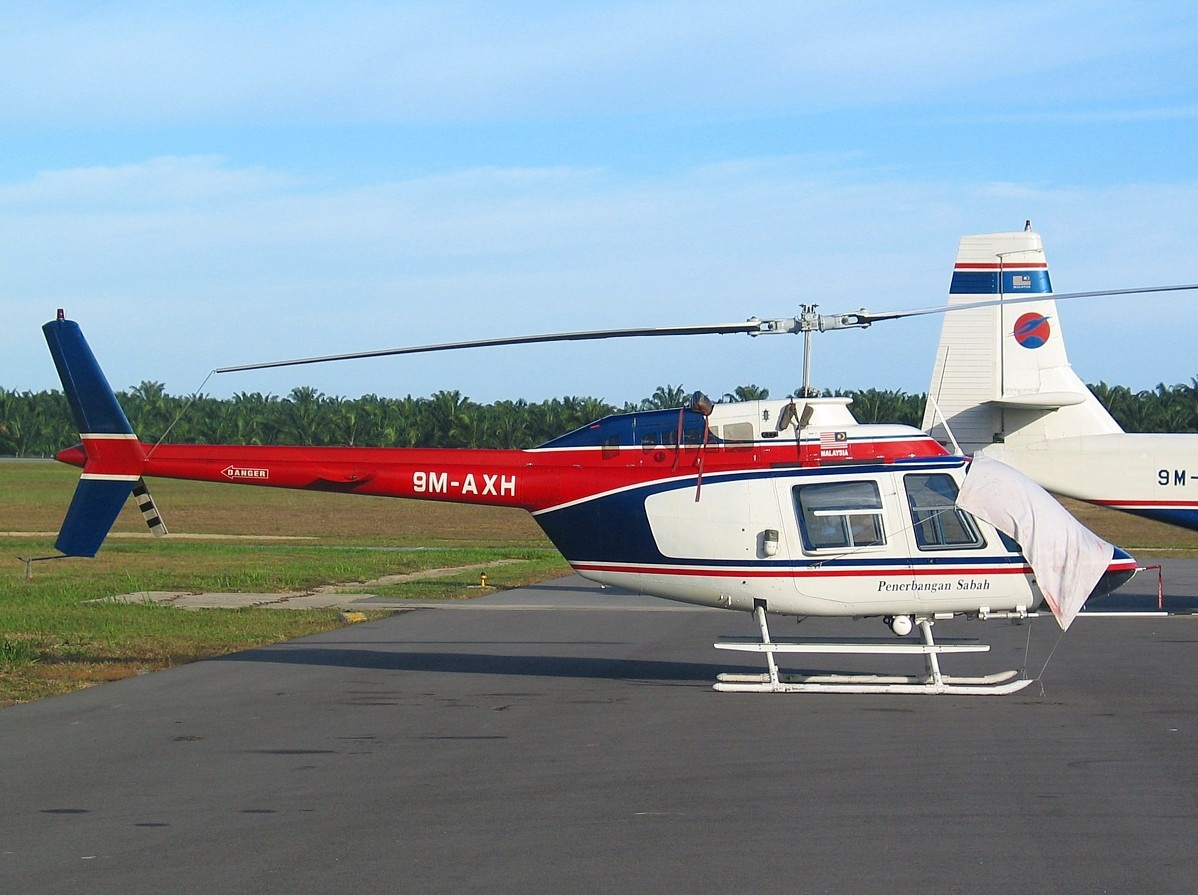
Bell 206B авиакомпании Sabah Air (9M-AXH) в аэропорту Тавау

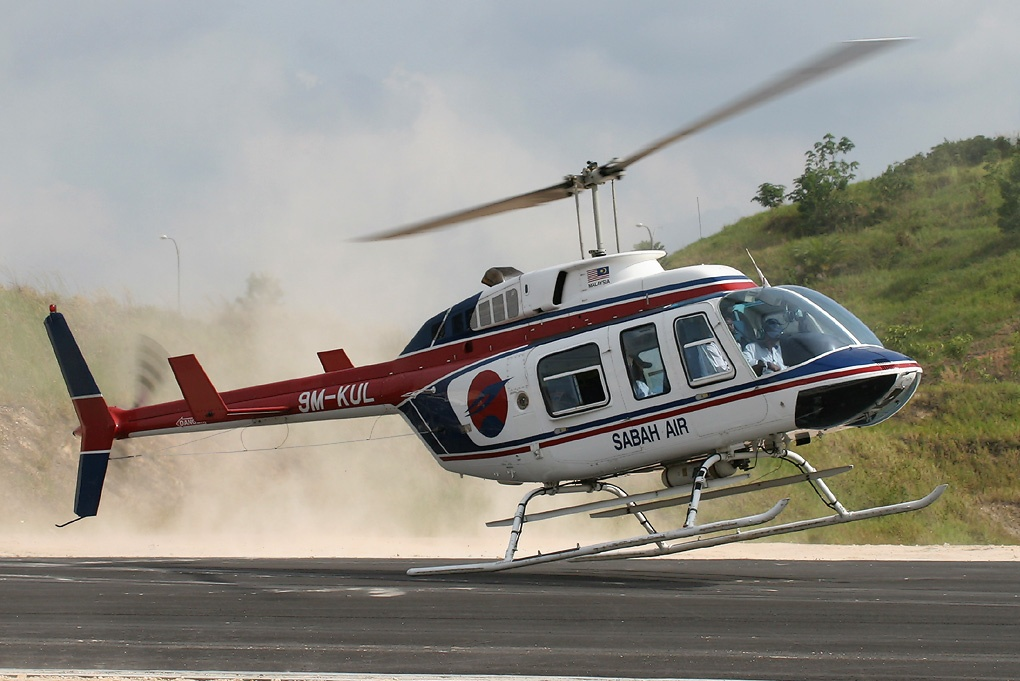
Bell 206LongRanger (9M-KUL)

По состоянию на январь 2011 года флот авиакомпании Sabah Air составляли следующие воздушные суда:
| Тип судна                        | В эксплуатации | Заказано | Пассажирских мест |
| GAF N22B Nomad                   | 1              | -        | 10                |
| Bell 206B Jet Ranger             | 6              | -        | 4                 |
| Bell 206L3/L4 Long Ranger III/IV | 2              | -        | 6                 |
| Beechcraft King Air 200          | 1              | -        | 9                 |
| Agusta 109 Grand                 | 1              | -        | 6                 |
| AS 355NP                         | 1              | -        | 5                 |

## Авиапроисшествия и несчастные случаи
- 6 июня 1976 года. Самолёт авиакомпании Sabah Air, выполнявший чартерный рейс из Кота-Кинабалу в Лабуан по контракту с правительством страны, разбился через 30 минут после взлёта из международного аэропорта Кота-Кинабалу в районе посёлка Сембулан. Погибли все 11 человек на борту самолёта, включая премьер-министра Сабаха Туна Фуада Стивенса. Обстоятельства катастрофы до сих пор не получили официального освещения со стороны властей страны.
- 29 ноября 1995 года. Во время перелёта из международного аэропорта Кота-Кинабалу на одну из нефтяных вышек корпорации Petronas у вертолёта авиакомпании Sabah Air отказал двигатель. Машина упала в районе морского порта Самаранга, погибли все находившиеся на борту люди (10 жителей Сабахана и 1 филиппинец).
- 11 апреля 2011 года. Вертолёт Sabah Air в плохих метеоусловиях потерпел крушение сразу после взлёта с площадки в Сибу. На борту находились пилот и заместитель премьер-министра штата Саравак, летевший на встречу с избирателями. Пилот получил серьёзные ранения и позднее скончался в больнице Сибу[2][3].